# Districtul Bueng Khong Long
Bueng Khong Long (în thailandeză บึงโขงหลง) este un district (Amphoe) din provincia Bueng Kan, Thailanda, cu o populație de 35.808 locuitori și o suprafață de 398,152 km².

## Componență
Districtul este subdivizat în 4 subdistricte (tambon), care sunt subdivizate în 51 de sate (muban).
| Nr. | Nume             | În thailandeză | Sate | Locuitori |
| --- | ---------------- | -------------- | ---- | --------- |
| 1.  | Bueng Khong Long | บึงโขงหลง       | 17   | 10,245    |
| 2.  | Pho Mak Khaeng   | โพธิ์หมากแข้ง     | 13   | 12,300    |
| 3.  | Dong Bang        | ดงบัง           | 10   | 06,384    |
| 4.  | Tha Dok Kham     | ท่าดอกคำ        | 11   | 06,879    |